# Arnold Ruge
Arnold Ruge (Bergen auf Rügen, 1802. szeptember 13. – Brighton, 1880. december 31.) német filozófiai és politikai író.

## Életpályája
Filozófiai és filológiai tanulmányait Jenában, Halléban és Heidelbergben végezte. Az úgynevezett Jünglingsbundban való részessége miatt öt évet fogságban töltött Kolberg várában.
1830-ban tanár lett a hallei tanítóképző intézetben, 1831-ben magántanár az ottani egyetemen. 1838-ban megalapította Ernst Theodor Echtermeyerrel a Hallesche Jahrbücher für deutsche Kunst und Wissenschaft című lipcsei közlönyt. A közlönyt radikális nézete miatt 1842-ben a szász kormány betiltotta. Ruge azután Párizsba ment, és 1844-ben Karl Marxszal együtt Deutsch-französische Jahrbücher címmel radikális kiadványt szerkesztett. Ennek egyetlen száma készült csak el. 1846-ban a Zwei Jahre in Paris című írásában a szocializmussal szemben foglalt állást. Zürichben Julius Fröbellel irodalmi kiadóhivatalt alapított, 1847-ben pedig Lipcsében a Verlagsbureau vállalatot, amelyet a kormány 1851-ben beszüntetett.
Az 1848-as forradalomban demokrataként vett részt. Berlinben és Lipcsében a Reform című lapot szerkesztette. Boroszlóban a birodalmi gyűlésbe választották és képviselőként a szélsőbal frankfurti szervezője volt. Kiutasítása után 1849-ben Londonba ment, ahol Alexandre Ledru-Rollinnal, Giuseppe Mazzinivel és másokkal az európai demokrata bizottságot alapította, amelytől azonban később visszavonult. 1852-től vendégtanárként Brightonban élt.
A német viszonyok átalakulása után (1866, 1870) Bismarck politikáját védte. 1878-tól kezdve a német birodalomtól rendszeres tiszteletdíjat kapott.

## Művei
- Politische Bilder aus der Zeit (2 köt. 1847–48)
- Revolutionsnovellen (két rész, Lipcse, 1850)
- Aus früherer Zeit (4 köt., Berlin 1862–67)
- Reden über Religion, ihr Entstehen und Vergehen (Berlin, 1875)
- Geschichte unserer Zeit (Berlin, 1881)
- Schill und die Seinen (dráma, Stralsund, 1830)
- Die neue Welt (dráma, 1865)
- Bianca della Rocca (elbeszélés Durangelo álnéven, Berlin, 1869)